# Danza acrobática

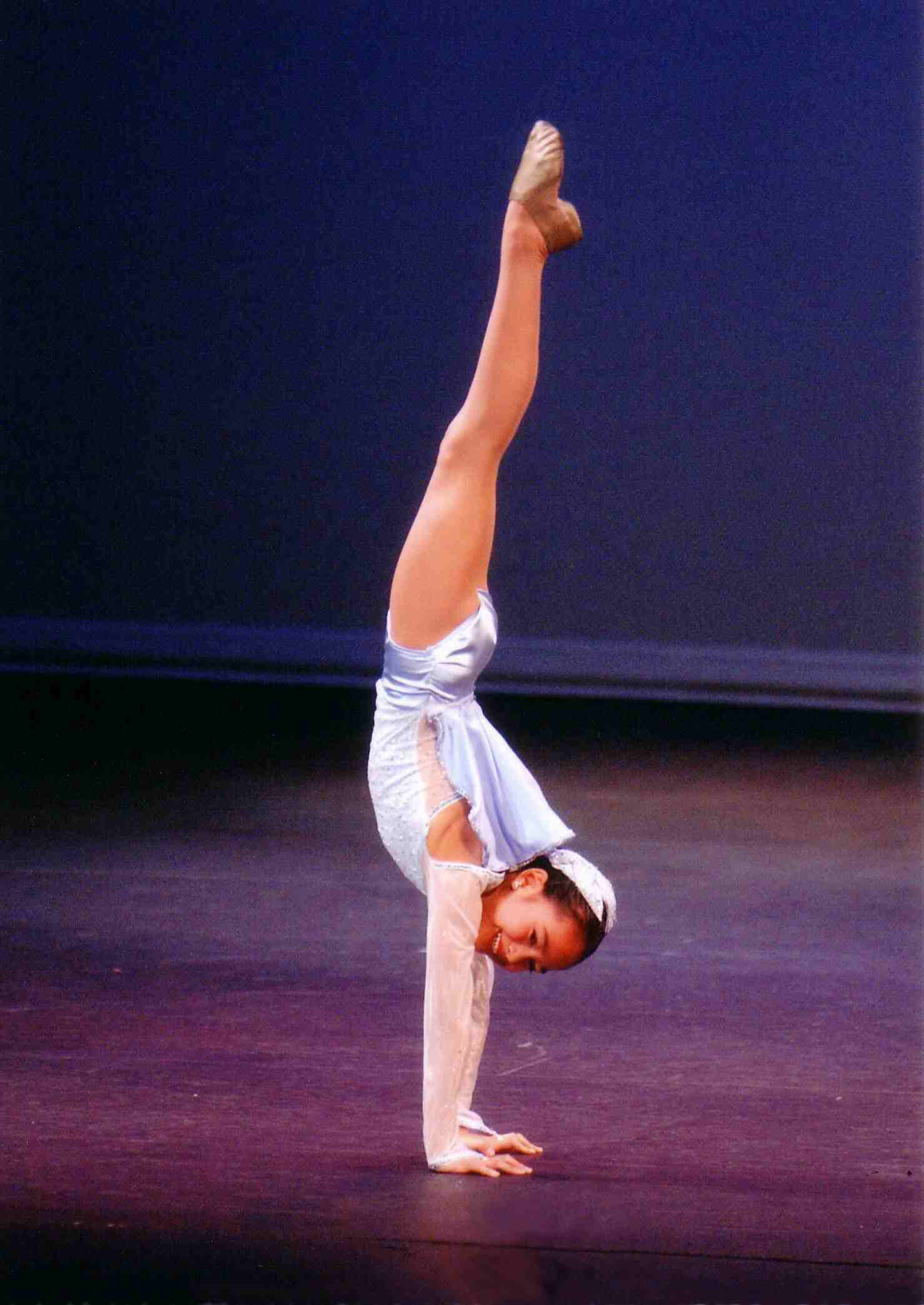
Practicante de danza acrobática

La danza acrobática es un estilo de baile que combina la técnica de la danza clásica con elementos acrobáticos. Se define por su carácter deportivo y su coreografía única, que combina a la perfección la danza y la acrobacia (en un contexto de baile). Se trata de un estilo de baile popular en la danza competitiva, así como en el teatro de la danza profesional y en las producciones de circo contemporáneo como los de Cirque du Soleil. Esto está en contraste con la gimnasia acrobática, artística y rítmica, que son los deportes que utilizan elementos de la danza en el contexto de la gimnasia bajo el auspicio de una organización que rige la gimnasia (como la FIG) y con sujeción a un código de puntuación. La danza es conocida por otros nombres como acro dance en inglés y danza gimnástica, aunque es más comúnmente conocido simplemente como acro por bailarines y profesionales de la danza.
Es un estilo de baile especialmente difícil para los bailarines, ya que les obliga a ser entrenados en la danza y las habilidades acrobáticas. Los bailarines acrobáticos deben estar en excelentes condiciones físicas y tener unas condiciones de vida saludable, porque es una actividad físicamente exigente.